# Stefan Karađorđević
Stefan Karađorđević (srbsko cirilsko Стефан Карађорђевић), * 25. februar 2018, Beograd, Srbija.
Je najstarejši sin princa naslednika Filipa Karađorđevića in njegove žene Danice ter tretji v vrsti za propadla prestola Srbije in Jugoslavije.

## Zgodnje življenje
Stefan Karađorđević se je rodil 25. februarja 2018 kot prvi otrok princa Filipa in princese Danice Karađorđević. Stefan je po 90 letih prvi Karađorđević rojen na srbskih tleh. Ob tej priložnosti so se oglasili zvonovi stolnice sv. Save, cerkve sv. Jurija na Oplencu ter zvonovi samostana Žiča.

### Krst
Stefana je 15. decembra 2018 krstil patriarh Irenej v kapeli cerkve sv. Andreja prvopoklicanega na dvornem kompleksu na Dedinju. Poleg staršev so se obreda udeležili še Stefanov ded po očetovi strani Aleksandar z ženo Katarino, Aleksandrova bivša žena in Stefanova babica princesa Maria da Gloria Orleansko-Braganška, Filipova krstna botra princesa Anne Burbonska-Dveh Sicilij, Stefanov ded po materini strani slikar Milan Cile Marinković, babica po materini strani Zorica Beba Marinković ter predsednica skupščine Srbije Maja Gojković.
Stefanovi botri so bili njegov stric, očetov brat dvojček Aleksandar ter Petra Lazarević in Dušan Antunović, dolgoletna prijatelja Stefanovih staršev.
Stefan je med obredom nosil obleko, ki je bila izdelana za krst njegovega pradedka Petra II.

## Nazivi in odličja

### Naziv
- (25. februar 2018 - danes): Njegova kraljeva visokost princ Stefan Karađorđević

### Redovi in odličja
- Rodbina Karađorđević
  -  Veliki križ Reda Karađorđeve zvezde

## Grb
Ščit grba Stefana Karađorđevića je enak ščitu grba njegovega očeta Filipa.
|  | Opombe Vsa heraldična vprašanja rodbine Karađorđević so v pristojnosti herolda rodbine. Številno potomstvo rodbine zahteva nadaljnjo kodifikacijo članov hiše, da je omogočen pregleden sistem identifikacije med generacijami. Odlok sicer ni podpisan, vendar ga je vodja rodbine ustno potrdil, zato je možno grafično prikazati predlagani sistem. Sprejet Julij 2015 Krona Srbska krona z rdečo kapico. Blazon Na rdečem polju srebrn dvoglavi orel z zlato srbsko krono, s srebrno opremo in kljunom ter z rdečim ščitom na prsih. Slednji ima srebrn prečni križ v poljih katerega so štiri srebrna ognjila z delujočo površino obrnjeno proti križu. V ščitovem dnu sta dve srebrni liliji. |